# イリ川
イリ川（Ile, Ili,ウイグル語: ئىلى دەرياسى / Или Дәряси, カザフ語: Іле / ىلە, İle, ロシア語: Или, モンゴル語: Ил,シベ語：ᡞᠯᡞ
ᠪᡞᠷᠠ　転写：Ili bira）は、中華人民共和国の新疆ウイグル自治区の北部のイリ・カザフ自治州からカザフスタン南西部のアルマトイ州にかけて流れる川である。長さ1,439kmのうち815kmがカザフスタン部分を流れる。
天山山脈に源を発し、西に流れバルハシ湖に注ぐ。河口には巨大な三角州がある。中流にはカプチャガイ貯水池（Kapchagay Reservoir）と水力発電所がある。湿地、草地と小川が多い三角州一帯は2012年にラムサール条約登録地となった。
流域のイリ地方では烏孫、チャガタイ・ハン国、ジュンガルといった遊牧国家が興亡した。
現在、イリ河の上流部（東部）は中国領（新疆ウイグル自治区イリ・カザフ自治州）、下流部（西部）はカザフスタン領（アルマトイ州）となっている。